# Take Me to the River
"Take Me to the River" é uma canção de 1974, escrita pelo cantor Al Green e pelo guitarrista Mabon Hodges. Foi regravada pelo cantor e guitarrista de blues Syl Johnson e pela banda de new wave Talking Heads. Em 2004, a gravação original de Al Green foi classificada como número 117 na lista da revista Rolling Stone das "500 Maiores Músicas de Todos os Tempos".

## Produção
Al Green e Mabon Hodges escreveram a música enquanto estavam hospedados em uma casa alugada em Lake Hamilton, por três dias em 1973, a fim de criar um material inédito. De acordo com Willie Mitchell, Green compôs a letra e Green e Hodges escreveram a melodia juntos. Green gravou originalmente a música para seu álbum Al Green Explores Your Mind, produzido por Mitchell e apresentando os músicos Charles, Leroy e Mabon Hodges (conhecidos como The Hodges Brothers), o baterista Howard Grimes e os "Memphis Horns".
Tim de Lisle, do Independent, escreveu em 1994: "Musicalmente, era muito parecida com qualquer outra faixa cantada por Green e produzida por Mitchell, o maestro que dirigiu a Hi Records [...]: um R&B com "chicotadas de sutileza", um som leve, fácil, em que as cordas, as trompas, o órgão, as guitarras e aquela "voz de mel selvagem" se misturam em uma única coisa dançante e vencedora. Não soa como uma banda tocando: soa como um monte de instrumentos cantarolando."

## Ficha técnica
- Al Green – vocais
- Mabon Hodges – guitarra
- Leroy Hodges – baixo
- Charles Hodges – teclados
- Howard Grimes – bateria, congas
- Archie Turner, Michael Allen – piano
- Andrew Love, Ed Logan – saxofone
- James Mitchell – saxofone, arranjo de cordas
- Wayne Jackson – trompete
- Jack Hale, Sr. – trombone
- The Memphis Strings - quarteto de cordas

## Outras versões

### Versão de Syl Johnson
A gravadora Hi não lançou a faixa de Green como single, mas passou a canção para seu colega de gravadora, Syl Johnson. A gravação de Johnson, também produzida por Willie Mitchell e com a maioria dos mesmos músicos da gravação de Green, mas com uma gaita adicional e um vocal mais corajoso, alcançou o 48º lugar na Billboard Hot 100 dos Estados Unidos em 1975 e o 7º na parada R&B, alcançou apenas o 95º lugar no Canadá.

### Versão de Talking Heads
A banda de new wave Talking Heads regravou a canção para o seu segundo álbum More Songs About Buildings and Food de 1978. Sua versão, gravada com o produtor Brian Eno em Nassau, foi inicialmente resistida por Byrne, que sentiu que a banda não deveria lançar um cover como single. Eventualmente convencido, Eno sugeriu que tocassem a música o mais devagar possível, antes de adicionar seus próprios efeitos a ela. A música foi mixada e lançada como single, e alcançou o 26º lugar na Billboard Hot 100 em fevereiro de 1979, além de atingir a parada de singles no Canadá, Austrália e Nova Zelândia.
No encarte da coletânea Once in a Lifetime: The Best of Talking Heads, o vocalista David Byrne escreve: "Coincidência ou conspiração? Houve pelo menos quatro versões cover dessa música ao mesmo tempo: Foghat, Bryan Ferry, Levon Helm, e nós. [...] Uma música que combina a luxúria adolescente com o batismo. [...] Uma mistura potente."
Versões ao vivo da canção estão incluídas nos álbuns The Name of This Band Is Talking Heads e Stop Making Sense.
| N.º | Título                              | Compositor(es) | Duração |  |
| 1.  | "Take Me to the River"              | Al Green       | 5:01    |  |
| 2.  | "Thank You for Sending Me an Angel" | Byrne          | 2:11    |  |

| Paradas (1978–1979)                | Melhor posição |
| ---------------------------------- | -------------- |
| Austrália (ARIA)                   | 26             |
| Canadá (RPM)                       | 34             |
| Nova Zelândia (ARIA)               | 20             |
| Estados Unidos (Billboard Hot 100) | 26             |